# Aéroport de Kinkungwa
L'Aéroport de Kinkungwa (IATA : KLY, ICAO : FZOD) est un aéroport de l'est de la République démocratique du Congo desservant la ville de Kalima, une cité minière du territoire de Pangi dans la province du Maniema. 
Le radiophare non directionnel de Kalima (Ident : KAL) est situé à 2 milles marins (3,7 km) à l'est-sud-est de l'aéroport.

## Situation en RDC
| Bandundu Basango Mboliasa Bunia Gbadolite Gemena Goma Ilebo Kalemie Kananga Kikwit Kindu Kinshasa-Ndjili Kinshasa-N'Dolo Kisangani Kolwezi Lodja Lubumbashi Matari Matadi Mbandaka Mbuji Mayi Nioki Tshikapa Tshumbe |